# Kanie (Mazovské vojvodství)
Kanie – vesnice v Polsku nacházející se v Mazovském vojvodství, v okrese Pruszków, v gmině Brwinów.
V letech 1975–1998 vesnice náležela administrativně do Varšavského vojvodství.
Vesnice leží na pozemcích, které dříve náležely do rodiny hrabat Potockých. V roku 1847 se Potočtí rozhodli přenést několik rodin s výměnou pozemků z Gąsina (nyní čtvrť Pruszkówa) a přestěhovali je do jiného místa. Tak povstala vesnice, která byla pojmenována Kanie. V roku 1827 měla vesnice 11 domů s 90 obyvateli.
Kanie se staly místem bitvy během zářijové invaze v roce 1939. 36 Pluk Pěchoty Legie Akademické se zde střetl s obrněnou jednotkou vojsk německých. Díky tomu se podařilo zdržet postup jednotek Wehrmachtu na Varšavu.
K rozvoji obce dochází po roce 1955, kdy díky úsilí obyvatel se podařilo vybudovat zastávku na trase WKD (tehdy EKD) spojující Grodzisk Mazowiecki s centrem Varšavy. V 80. letech minulého století bylo vyznačeno mnoho zemědělských pozemků na stavbu bytů a díky tomu vzrostl počet obyvatel.
Na území Kań bylo nalezeno v 70. letech 20. století více než 100 starověkých dymarek, sloužících ve středověku na tavení železa. Na tomto území byly objeveny také dvě hutní osady datované od poloviny 2. století př. n. l. do konce 2. století n. l., které byly součástí Mazovského hutního centra.
V Kaniach se nacházejí zastávky: WKD (Kanie Helenowskie) a PKS. Existuje zde také jezdecký klub.
Každý rok je v Kanich organizován "Piknik Country". Starostou je od roku 2006 Jacek Jankowski.